# Caldwell Esselstyn
Caldwell Blakeman Esselstyn Jr. (født 12. december 1933 i New York City, New York) er en amerikansk læge samt tidligere roer og olympisk guldvinder.

## Idrætskarriere
Mens han gik på Yale University dyrkede Esselstyn både amerikansk håndbold, hvor han var universitetsmester i både single og double, samt roning. I sidstnævnte var han en del af otteren, der var USA's repræsentant ved OL 1956 i Melbourne. Resten af besætningen bestod af Tom Charlton, Dave Wight, John Cooke, Don Beer, Charles Grimes, Rusty Wailes, Bob Morey og styrmand William Becklean. Der deltog i alt 10 både i konkurrencen, hvor amerikanerne var favoritter, efter at de havde vundet guld ved alle de olympiske lege, de havde deltaget i. Amerikanerne holdt lidt igen i indledende runde og måtte gennem opsamlingsheat, inden de nåede semifinalen. Denne vandt de i hurtigste tid, men i finalen var det Canada og Australien, der lagde bedst ud. Men midtvejs i løbet gik amerikanerne forbi begge disse både og holdt forspringet til mål, hvor de dog ikke var så overlegne som ved tidligere lege. Canada blev nummer to og Australien nummer tre.

## Videre karriere
Efter Yale uddannede Esselstyn sig som kirurg, hvorpå han arbejdede som dette for de amerikanske tropper i Vietnamkrigen. Han specialiserede sig senere i endokrin kirurgi, og han var en periode præsident for den foreningen af amerikanske endokrine kirurger.
Esselstyn har været en stærk fortaler for en diæt baseret på veganske fødevarer, især fuldkornsprodukter, frugt, bønner, grønsager, ikke mindst  kålarter. Han blev kendt for dette, da tidligere præsident Bill Clinton omkring 2010 afslørede, at han holdt en diæt på baggrund af Esselstyns teorier, som går ud på, at man kan forhindre hjertekarsygdomme med denne diæt. Teorien er dog i nogen grad tilbagevist, selvom den har gavnlige virkninger.

## OL-medaljer
- 1956:  Guld i otter